# زاویه العرقوب
زاویه العرقوب (به عربی: زاویة العرقوب) یک منطقهٔ مسکونی در لیبی است که در استان جبل‌الاخضر واقع شده‌است.